# Ledûb Volleybal
Ledûb Volleybal is een volleybalvereniging uit het Noord-Brabantse Budel. De vereniging is eind jaren 1960 opgericht en is een van de grootste sportverenigingen binnen de gemeente Cranendonck. De slogan van de vereniging luidt 'Sport en Vriendschap'. 

## De naam
De naam Ledûb Volleybal stamt van de plaats waar de club actief is: Ledûb is de omkering van Bûdel (Budel).

## Toernooi
Naast zaalvolleybal richt Ledûb zich al sinds 1970 op het buitenvolleybal. Het Ledûb Volleybal Festival, voorheen Ledûb Volleybal Toernooi is een jaarlijks volleybaltoernooi met honderden clubs van verschillende niveaus uit meerdere Europese landen, met beachvolleybal en veel bekende en lokale artiesten. De vereniging beschikt dan ook over een eigen beachvolleybalfaciliteit, waar het jaarlijkse toernooi wordt gespeeld door Heren- en Damesteams uit de eredivisie van Nederland.